# Willem van Baarsen
Willem van Baarsen ist ein niederländischer Jazzviolinist.
Van Baarsen studierte Violine an der Königlichen Musikakademie in den Haag. Er ist Mitglied des ZAPP! String Quartet, der Gruppe Wereldband und von Emmy Verheys Orchester Camerata Antonio Lucio. Als Mitglied von Carel Kraayenhofs Tangosextett Sexteto Canyengue (mit Rocco Boness, Martijn van der Linden, Sebastiaan van Delft und Daniël Lehmann) trat Baarsen in Europa, Nordamerika, Argentinien und im Mittleren Osten auf.
Er komponierte Filmmusik für Simone van Dusseldorps Film Kikkerdril (Frogs & Toads, 2009).

## Diskographie
- Sexteto Canyengue: ...por el tango, 1992
- Sexteto Canyengue: Tiburonero, 1993
- Sexteto Canyengue: Piazzolla bien canyengue, 1995
- Sexteto Canyengue: Tangueros de Holanda, 1997
- Sexteto Canyengue: Cinco Tangos de Astor Piazzolla, 1998
- Nighthawks at the Diner: Walkin' on Eggs, 1998
- Sexteto Canyengue: Tango Maxima, 2000